# Макс Бекман
Макс Бекман (Лајпциг, 12. фебруар 1884 — Њујорк, 27. децембар 1950) је био немачки сликар, графичар и писац. Заједно са Ернстом Лудвигом Кирхнером сматра се најзначајнијим немачким сликарем 20. века.

## Биографија
У свом животу, који је трајао од краја 19. до половине 20. века, Макс Бекман је био сведок великих европских и светских трагедија.
После образовања у Уметничкој школи у Вајмару, каријеру је започео у Берлину.
За време Првог светског рата служио је као болничар и на источном и на западном фронту (у Фландрији). Сматрао је да је овај рат национална несрећа и једном приликом записао:
На Французе не пуцам, од њих сам толико тога научио. На Русе, такође не, Достојевски је мој пријатељ
Током 1920. често је боравио у Баден-Бадену, бањи и коцкарској меки на југу Немачке, заједно са својом другом супругом Квапи. До 1933. предавао је у Франкфурту, док му није било одузето место предавача. Уморан и депресиван, био је забринут због успона нацизма, што се види из писама супрузи.
Преселио се у Берлин, где је сликао пејзаже Шварцвалда у олуји, са почупаним дрвећем и срушеним путевима. Као последица ставова Адолфа Хитлера о уметности, његова уметнот је класификована као дегенерисана, тако да је са супругом морао напустити Немачку и настанити се у Амстердаму. Ту је доживео период несигурности и усамљености. У Холандији је боравио током нацистичке окупације ове земље.
После рата населио се у САД, где је живео до смрти 1950.

## Дело
Бекманово дело је рефлексија радикалних промена у друштву и уметности времена у коме је живео. Његове слике приказују теме од ужаса рата до декаденције гламура културе кабареа у Вајмарској републици. Од тридесетих година, његови радови садрже митолошке референце које су често метафора за бруталности нацистичког режима. Бекман је био веома упућен у филозофију и близак мистицизму. Својим делима покушавао је да се бави универзалним темама ужаса, искупљења, вечности и судбине.
За разлику од већине савременика, Макс Бекман је одбацивао апстрактно сликарство. Дивио се и инспирисао сликарима: Сезаном, Ван Гогом, Рембрантом, Рубенсом и сликарима ране северне Ренесансе.
Створио је личну и аутентичну верзију модернизма, зачињену митологијом и фантазијом, сликајући портрете, пејзаже и мртве природе. Обновио је средњовековну традицију сликања триптиха. Своје триптихе је сматрао огледалима модерног друштва. Током целог живота сликао је аутопортрете, слично као Рембрант или Пикасо.
Сликарство Макса Бекмана измиче класификацијама, али се најчешће сврстава у сликарство експресионизма.